# Église Saint-Nicolas de Kikinda
Pour les articles homonymes, voir Église Saint-Nicolas.
L'église Saint-Nicolas de Kikinda (en serbe cyrillique : Црква светог Николе у Кикинди  ; en serbe latin : Crkva svetog Nikole u Kikindi) est une église orthodoxe serbe située à Kikinda, en Serbie, dans la province de Voïvodine et dans le district du Banat septentrional. Elle dépend de l'éparchie du Banat et figure sur la liste des monuments culturels d'importance exceptionnelle de la Répbulique de Serbie.

## Histoire et architecture
L'église orthodoxe serbe Saint-Nicolas a été construite dans la seconde moitié du XVIIIe siècle dans un style classique. La façade occidentale est ornée d'un tympan et de pilastres de style dorique.

## Icônes et fresques
Les peintures de l'iconostase sont dues à Teodor Ilić Češljar (1746-1796) ou, selon certaines analyses stylistiques récentes, à Jakov Orfelin ; elles datent de 1773 et se caractérisent par leur style baroque. L'iconostase est constituée de trois ensembles : un premier ensemble figure une scène de l'Annonciation, le second une scène de fête, avec une représentation des Apôtres revêtus de riches atours ; le troisième est consacré à la Crucifixion.
Deux peintures murales représentent La Cène sur le mur nord de la nef et la Résurrection du Christ sur le mur sud, œuvres réalisées en 1790 par Teodor Ilić Češljar dans un style baroque tardif. Les fresques du narthex sont dues à Ljubomir Aleksandrović, qui les a exécutées à la fin du XIXe siècle. 
D'importants travaux de restauration ont été effectués sur l'iconostase en 1974 et sur les peintures murales en 2003–2004.